# Сент-Луїс-Парк
Сент-Луїс-Парк (англ. St. Louis Park) — місто (англ. city) в окрузі Ганнепін, штат Міннесота, США. Населення — 45 250 осіб (2010).

## Географія
Сент-Луїс-Парк розташований за координатами 44°56′55″ пн. ш. 93°21′54″ зх. д. / 44.94861° пн. ш. 93.36500° зх. д. (44.948681, -93.365035).  За даними Бюро перепису населення США в 2010 році місто мало площу 28,12 км², з яких 27,55 км² — суходіл та 0,57 км² — водні об'єкти.

## Демографія
Згідно з переписом 2010 року, у місті мешкало 45 250 осіб у 21 743 домогосподарствах у складі 10 459 родин. Густота населення становила 1609 осіб/км².  Було 23285 помешкань (828/км²).
Расовий склад населення:
| - 83,3 % — білих - 7,5 % — чорних або афроамериканців - 3,8 % — азіатів - 0,5 % — корінних американців - 0,1 % — вихідців з тихоокеанських островів - 1,8 % — осіб інших рас |

До двох чи більше рас належало 3,1 %. Частка іспаномовних становила 4,3 % від усіх жителів.
За віковим діапазоном населення розподілялося таким чином: 18,5 % — особи молодші 18 років, 68,5 % — особи у віці 18—64 років, 13,0 % — особи у віці 65 років та старші. Медіана віку мешканця становила 35,4 року. На 100 осіб жіночої статі у місті припадало 91,4 чоловіків;  на 100 жінок у віці від 18 років та старших — 88,7 чоловіків також старших 18 років.
Середній дохід на одне домашнє господарство  становив 83 662 долари США (медіана — 66 432), а середній дохід на одну сім'ю — 104 819 доларів (медіана — 88 286). Медіана доходів становила 60 453 долари для чоловіків та 50 902 долари для жінок. За межею бідності перебувало 8,1 % осіб, у тому числі 12,1 % дітей у віці до 18 років та 7,4 % осіб у віці 65 років та старших.
Цивільне працевлаштоване населення становило 28 466 осіб. Основні галузі зайнятості: освіта, охорона здоров'я та соціальна допомога — 24,9 %, науковці, спеціалісти, менеджери — 17,3 %, роздрібна торгівля — 12,2 %, фінанси, страхування та нерухомість — 11,2 %.

## Відомі особистості
У поселенні народився:
- Ерік Расмуссен (* 1977) — американський хокеїст.